# Рашад Еванс
Раша́д Е́нтон Е́ванс (англ. Rashad Anton Evans; *25 вересня 1979, Ніагара-Фоллс, Нью-Йорк, США) — американський спортсмен, спеціаліст зі змішаних бойових мистецтв. Чемпіон світу зі змішаних бойових мистецтв у напівважкій ваговій категорії за версією UFC (2008 – 2009 роки). Переможець другого сезону «Абсолютного бійця» у важкій ваговій категорії (2005 рік), головний тренер команди важковаговиків у десятому сезоні. Всеамериканський борець, чемпіон США з боротьби серед юніорів (2000 рік).
Спортивні премії та нагороди
Премії видання «Sherdog»
- «Боєць року» (2008 рік) —  чемпіонський титул, перемоги на попередніми чемпіонами Ліделлом та Гріффіном.
- «Нокаут року» (2008 рік) —  перемога нокаутом над Чаком Ліделлом.

Премії видання «Fighters Only»
- «Найкращий нокаут» (2008 рік) —  перемога нокаутом над Чаком Ліделлом.

В межах UFC виступи Еванса відзначались такими преміями:
- «Бій вечора» (2 рази) —  поєдинки проти Форреста Гріффіна та Тіто Ортіса.
- «Нокаут вечора» (2 рази) —  поєдинки проти Шона Салмона та Чака Ліделла.

Освіта
- Вища школа Ніагара-Уетфілд (1998 рік)
- Коледж округу Ніагара (2000 рік)
- Університет штату Мічиган (2003 рік). Спеціальність: психологія.[1]

## Біографія
Рашад Еванс народився 25 вересня 1979 року в містечку Ніагара-Фоллс штату Нью-Йорк в багатодітній родині. З юних років займається спортом. Навчаючись у вищій школі в Ніагара-Уетфілд він двічі ставав чемпіоном штату з боротьби, а також грав у місцевій команді з американського футболу. Після закінчення школи вступив до окружного коледжу, де вивчав суспільні науки та продовжував зайняття боротьбою, виступаючи у ваговій категорії до 75 кілограмів. Далі продовжував отримувати освіту, вивчаючи психологію в Університеті штату Мічиган. Паралельно тренувався і тренував в університетській команді борців американського стилю боротьби, підробляв охоронцем у місцевому госпіталі. Робота зі спортсменами звела Рашада з колишнім чемпіоном і членом Залу слави UFC Деном Северном, співпраця з яким допомогла Евансу ухвалити рішення про перехід у змішані єдиноборства.

### Спортивна кар'єра

#### Початок
Професійну кар'єру Рашад Еванс почав 10 квітня 2004 року з виступу на турнірі локального значення в штаті Айова. Протягом одного вечора він переміг підкоренням двох опонентів, витративши на обидва поєдинки менше чотирьох хвилин. За кілька тижнів, в червні, він взяв участь у дводенному турнірі «Fight Fest» серії «Gladiator Challenge». Еванс виступав у тій групі боїв, що проходили у вазі до 93 кілограмів, переміг трьох опонентів і отримав титул чемпіона турніру.
Восени 2005 року Рашад Еванс піднімається у важку вагову категорію (93-120 кг), щоб пройти відбір на бійцівське реаліті-шоу «Абсолютний боєць», що проводиться під егідою UFC. За умовами шоу бійці поселялись в одному будинку, де навчались, тренувались, а також змагались між собою на вибування. Між фіналістами цього своєрідного турніру розігрувався «шестизначний» (тобто на суму від ста тисяч доларів) ексклюзивний контракт з UFC на декілька боїв. Пройшовши відбір на учать у шоу, Еванс впевнено долає одного за другим своїх суперників, в тому числі і значно досвідченіших за себе, і в фіналі у важкому бою перемагає іншого фіналіста Бреда Аймса, ставши другим в історії проекту «абсолютним бійцем».

#### Шлях до титулу
Після підписання контракту Еванс повертається у напівважку вагову категорію, де і включається в змагання на початку 2006 року. Протягом першого півріччя він перемагає за очками базових ударників Сема Хогера та Стефана Боннара, в обох боях вміло поєднуючи боротьбу і бокс. Згодом стає помітне акцентування Еванса на ударних аспектах ведення бою. Двох наступних суперників, Джейсона Ламберта та Шона Салмона він перемагає нокаутами. Останнього Еванс нокаутує хай-кіком, високим круговим ударом ноги, за виконання якого отримує премію «Нокаут вечора». З п'ятьма перемогами в UFC Рашад перетворюється з перспективного новачка на претендента на титул, тому для перевірки готовності до такого випробування йому дають в суперники екс-чемпіона світу, одіозного Тіто Ортіса. Цей бій відбувся на турнірі «UFC 73» і, протривавши всі відведені раунди, показав, що Рашад Еванс ще не вийшов на найвищий рівень. Бій проходив під змінним контролем обох спортсменів, з відчутною перевагою Ортіса в боротьбі в клінчі і партері. В другому раунді Еванс був близький до програшу удушенням, але гонг спас бійця. За рішенням суддів цей поєдинок було оголошено нічиєю, оскільки з Тіто Ортіса було зняте одне очко за хапання огорожі рингу під час боротьби, але де-факто Еванс був переможений. На турнірі «UFC 78» Рашад отримує нового суперника, зі схожими на власні досягненнями і також формально непереможеного, англійця Майкла Біспінга на прізвисько «Граф». Еванс переміг за роздільним рішенням суддів, провівши не рівний бій, витративши багато сил на грепплінг і поступившись «Графу» у розмінах ударами. Один з суддів присудив перемогу Біспінгу, два — Евансу.
Протягом десяти місяців Еванс не виходить в октагон, шліфуючи бійцівські навички і наполегливо працюючи над боксом. Повернення до змагань відбулось у 2008 році, коли Рашад вийшов на перший пік досягнень в своїй кар'єрі. Перевірку оновленим навичками Еванса мав влаштувати досвідчений боєць і потужний ударник-нокаутер, екс-чемпіон світу Чак Ліделл. Бій двох претендентів на титул став головною подією турніру «UFC 88». Протягом першого раунду бою Еванс багато пересувався і відступав; обидва атлети вивчали дії один одного і зробили лише по кілька випадів, мала частина з яких була результативною. Між раундами кутові Рашада дали йому вказівку рухатися і виманювати Ліделла. В другому раунді Еванс почав атакувати і Ліделл легко втягувався в розмін ударами в звичній для нього агресивній манері. Еванс відступав до огорожі клітки, виманюючи Ліделла і атакував його контрударами, після чого розривав дистанцію. Наприкінці другої хвилини раунду, в черговій атаці екс-чемпіона, Еванс підловив його, і по дузі завдав один потужний удар правою, свінг. Миттєво втративши свідомість, Чак Ліделл впав ниць. За виконання цього удару Рашад Еванс отримав не лише визнання публіки, як здібний боксер, а й багато премій і нагород від профільних спортивних видань, найбільш значущими з яких були нагороди «Нокаут року» від видань «Sherdog» та «Fight!», а також «Найкращий нокаут» від видавців «Fighter Only» і грошова премія від адміністрації чемпіонату.

#### Чемпіонство
На хвилі загального піднесення довкола цієї події Рашад Еванс виходить на титульний бій проти діючого чемпіона світу за версією UFC Форреста Гріффіна. Перший раунд бою пройшов під контролем Гріффіна, який зайняв центр клітки та виконував багато ударів ногами, зокрема лоу-кіків, ударів по ногах. Еванс час від часу контратакував руками. Значної шкоди бійцями завдано не було. В другому раунді розімни ударами стають жорсткіші: Рашад влучно, раз за разом, пробиває джеб і вимушує Гріффіна до активніших дій; той нав'язує клінч і атакує Еванса коліньми. Протягом раунду Гріффін ще більше атакує ногами, б'є багато комбінацій, в той час як Еванс більше працює одиночними ударами. По завершенні другого раунду незначну перевагу в бою оглядачі віддають діючому чемпіону. Бійці виходять на третій раунд, кожен отримавши від кутових вказівку переламати хід бою. Це вдається Рашаду Евансу: на початку раунду він вдало ловить лівою рукою ногу Гріффіна, коли той завдає кругового удару в корпус, і пробиває назустріч правий крос. Гріффін потрапляє в нокдаун. Еванс швидко займає домінуючу позицію і пробує провести добивання. Після двох хвилин боротьби і відчайдушної оборони Форреста, Еванс врешті вражає його сильним ударом передпліччя і добиває серією ударів кулаками. Титул чемпіона світу в напівважкій ваговій категорії за версією UFC відходить Рашаду Евансу.
Еванс став першим в історії напівважкого дивізіону UFC, хто здобув титул без жодної попередньої поразки, його особистий рекорд після здобуття титулу становив 13-0-1. Подібне досягнення досі було лише у трьох чемпіонів важкої вагової категорії, які також дійшли до титулу без поразок, — у Марка Колмена, Ренді Кутюра та Тіма Сильвії. Захищати щойно здобутий титул Еванс мав також проти непереможеного бійця — бразильського каратиста Ліото Мачіди.
Бій проти Ліото Мачіди, перший захист титулу чемпіона в кар'єрі Рашада Еванса, призначили на турнір «UFC 98». Мачіда замінив іншого претендента на титул — екс-чемпіона Куінтона Джексона, з яким Рашад Еванс тренував конкуруючі команди важковаговиків 10 сезону «Абсолютного бійця», і який травмувався та тимчасово вибув з числа претендентів. Мачіда ж мав нещодавню перемогу над топовим бійцем Тіагу Сілвою і премію «Нокаут вечора» за бій з ним же. Протистояння Мачіди з Евансом стало головною подією турніру і привернуло велику увагу глядачів: бійці були різних рас, різних національностей, різних стилів ведення бою, представляли різні бойові мистецтва і обидва були непереможені. Їх бій розпочався класично, з розвідки. Мачіда зайняв центр клітки, а Еванс кружляв довкола нього; обидва робили короткі випади, Мачіда час від часу атакував ногами, а наприкінці першого раунду комбінацією «лівий мідл-кік — лівий джеб» відправив Еванса в нокдаун. Після невдалої спроби добивання з боку Мачіди, Рашад зміг підвестися і завершити раунд на ногах. В другому раунді атаки Мачіди стали різноманітніше, а Еванс став рухатись обережніше. На четвертій хвилині бою, під час чергового випаду з боку Еванса, Мачіда пробив на зустріч лівий крос і за мить, що Еванс був дезорієнтований, вдруге відправив його в нокдаун, лівим хуком. В короткій боротьбі в партері Рашад намагався підвестися і в процесі пропустив декілька аперкотів. Ледь ставши на ноги, він почав відступати до краю клітки, де був вщент розбитий серією потужних ударів бразильця. Після останнього пропущеного бокового удару Рашад Еванс впав, втративши свідомість. Лікарі швидко привели його до тями, але бій вже було завершено: Мачіда став новим непереможеним чемпіоном і записав в свій актив черговий видовищний нокаут, Еванс же вперше був переможений.

#### Новий початок
На відновлення від нокауту та поновлення тренувального режиму Рашад Еванс витратив декілька місяців. Його повернення до змагань відбулось на початку 2010 року. Напередодні він отримав чорний пояс із бразильського дзюдзюцу з рук представника клану Ґрейсі. Це визнання навичок Еванса у бразильському стилі боротьби дзюдзюцу ознаменувало собою його повернення до витоків свого бійцівського стилю. У подальших поєдинках він більше не ризикував, проводячи бій в стійці, а віддавав перевагу своєму надійному корінню — боротьбі. У двох наступних поєдинках він перемагає за очками Тіагу Сілву та екс-чемпіона Куінтона Джексона, нав'язавши обом боротьбу в клінчі та на землі. Ці дві перемоги повертають його в ранг претендента на титул, але бій з чинним чемпіоном кілька разів відкладають через травми останнього, а на початку 2011 року травму ноги отримує вже сам Еванс, тому він вирішує поступитись правом оспорювати титул на користь наступного претендента і свого товариша по команді Джона Джонса. Менеджери Еванса по тому повідомили, що Рашад в майбутньому може ще раз змінити вагову категорію. Це рішення тільки-но почали обговорювати в пресі, як події стали розгортатися іншим чином: Джон Джонс виграв титул чемпіона, і Еванс, який доти не виявляв бажання змагатися з одноклубником за чемпіонський трофей, вирішив дати Джонсу бій. Рашад вийшов з-під безпосередньої опіки іменитого тренера Грега Джексона, під керівництвом якого він тренувався спільно з Джоном Джонсом, Жоржем Сен-П'єром, Шейном Карвіном та іншими елітними спортсменами в Альбукерке і перейшов до тренувань в філіалі клубу, в Денвері, а згодом і зовсім залишив клуб, публічно заявивши про свою опозиційність Джонові Джонсу та Грегові Джексону.
Влітку 2011 року Еванс підтвердив свій статус претендента, розбивши у реванші екс-чемпіона Тіто Ортіса. Ортіс чинив рішучий опір оновленому стилю Рашада Еванса, але марно. Еванс домінував у бою протягом двох раундів, і наприкінці другого завдав Ортісу сильного удару коліном у сонячне сплетення і добив його серією ударів кулаками. Після цього змагання, відзначеного премією «Бій вечора», Рашад пообіцяв відібрати чемпіонський пояс у переможця бою «Джон Джонс — Куінтон Джексон». Через травму, отриману Евансом на тренуванні, зустріч колишнього й діючого чемпіона не відбулась. Після одужання Еванс провів успішний бій проти іншого претендента на титул, доти непереможеного Філа Девіса. Чемпіонський поєдинок «Джон Джонс — Рашад Еванс» нарешті відбувся навесні 2012 року. Джонс переміг у бою за одностайним рішенням суддів. Обидва атлети мали успішні моменти в бою, але діючий чемпіон переважав у кількості нанесених ударів руками й ногами, йому ж належав перманентний контроль поєдинку.
На початку 2013 року Еванс сенсаційно програв Антоніу Рожеріу Ноґейрі, поступившись очками. До бою Еванс вважався фаворитом у букмекерів, а шанси на перемогу для Ноґейри оцінювались як 1 до 4. Влітку того ж року Рашад закрив поразку сумнівною перемогою роздільним рішенням суддів над екс-чемпіоном світу Деном Хендерсоном, у ході бою побувавши в нокдауні від тяжкого лівого джеба, і так і не змігши нав'язати ветерану боротьбу в партері (8 спроб звалювання були вдало парирувані Хендерсоном). Наприкінці року Еванс впевнено переміг Чейла Соннена, здолавши екс-претендента на титул технічним нокаутом у першому раунді.

### Особисте життя
Еванс вдруге одружений, виховує трьох дітей: доньку від першого шлюбу та сина і доньку — від другого.

## Статистика в змішаних бойових мистецтвах

### Серед професіоналів
| Результат | Противник               | Вага      | Спосіб                                           | Раунд | Час  | Дата              | Місце                          | Подія                                                      | Примітки                                                                           |
| --------- | ----------------------- | --------- | ------------------------------------------------ | ----- | ---- | ----------------- | ------------------------------ | ---------------------------------------------------------- | ---------------------------------------------------------------------------------- |
| Поразка   | Гловер Тейшейра         | 84-93 кг  | Технічний нокаут (удари кулаками)                | 1     | 4:05 | 16 листопада 2013 | Лас-Вегас, Невада, США         | «UFC 167»                                                  |                                                                                    |
| Перемога  | Ден Хендерсон           | 84-93 кг  | Рішення суддів (роздільне)                       | 3     | 5:00 | 15 червня 2013    | Вінніпег, Манітоба, Канада     | «UFC 161»                                                  |                                                                                    |
| Поразка   | Антоніу Рожеріу Ноґейра | 84-93 кг  | Рішення суддів (одностайне)                      | 3     | 5:00 | 2 лютого 2013     | Лас-Вегас, Невада, США         | «UFC 156»                                                  |                                                                                    |
| Поразка   | Джон Джонс              | 84-93 кг  | Рішення суддів (одностайне)                      | 5     | 5:00 | 21 квітня 2012    | Атланта, Джорджія, США         | «UFC 145»                                                  | Бій за титул чемпіона в напівважкій ваговій категорії.                             |
| Перемога  | Філ Девіс               | 84-93 кг  | Рішення суддів (одностайне)                      | 5     | 5:00 | 28 січня 2012     | Чикаго, Іллінойс, США          | «UFC on Fox: Evans vs. Davis»                              |                                                                                    |
| Перемога  | Тіто Ортіс              | 84-93 кг  | Технічний нокаут (удар коліном і удари кулаками) | 2     | 4:48 | 6 серпня 2011     | Філадельфія, Пенсільванія, США | «UFC 133»                                                  | Виграв премію «Бій вечора».                                                        |
| Перемога  | Куінтон Джексон         | 84-93 кг  | Рішення суддів (одностайне)                      | 3     | 5:00 | 29 травня 2010    | Лас-Вегас, Невада, США         | «UFC 114»                                                  |                                                                                    |
| Перемога  | Тіагу Сілва             | 84-93 кг  | Рішення суддів (одностайне)                      | 3     | 5:00 | 2 січня 2010      | Лас-Вегас, Невада, США         | «UFC 108»                                                  |                                                                                    |
| Поразка   | Ліото Мачіда            | 84-93 кг  | Нокаут (удари кулаками)                          | 2     | 3:57 | 23 травня 2009    | Лас-Вегас, Невада, США         | «UFC 98»                                                   | Втратив титул чемпіона у напівважкій ваговій категорії.                            |
| Перемога  | Форрест Гріффін         | 84-93 кг  | Технічний нокаут (удари руками)                  | 3     | 2:46 | 27 грудня 2008    | Лас-Вегас, Невада, США         | «UFC 92»                                                   | Виграв титул чемпіона у напівважкій ваговій категорії. Виграв премію «Бій вечора». |
| Перемога  | Чак Ліделл              | 84-93 кг  | Нокаут (удар кулаком)                            | 2     | 1:51 | 6 вересня 2008    | Атланта, Джорджія, Канада      | «UFC 88»                                                   | Виграв премію «Нокаут вечора».                                                     |
| Перемога  | Майкл Біспінг           | 84-93 кг  | Рішення суддів (роздільне)                       | 3     | 5:00 | 17 листопада 2007 | Ньюарк, Нью-Джерсі, США        | «UFC 78»                                                   |                                                                                    |
| Нічия     | Тіто Ортіс              | 84-93 кг  | Рішення суддів (одностайне)                      | 3     | 5:00 | 7 липня 2007      | Сакраменто, Каліфорнія, США    | «UFC 73»                                                   |                                                                                    |
| Перемога  | Шон Салмон              | 84-93 кг  | Нокаут (удар ногою)                              | 2     | 1:06 | 25 січня 2007     | Голлівуд, Флорида, США         | «UFC Fight Night 8»                                        | Виграв премію «Нокаут вечора».                                                     |
| Перемога  | Джейсон Ламберт         | 84-93 кг  | Нокаут (удари кулаками)                          | 2     | 2:22 | 23 вересня 2006   | Анахайм, Каліфорнія, США       | «UFC 63»                                                   |                                                                                    |
| Перемога  | Стефан Боннар           | 84-93 кг  | Рішення суддів (переважне)                       | 3     | 5:00 | 28 червня 2006    | Лас-Вегас, Невада, США         | «UFC Fight Night 5»                                        |                                                                                    |
| Перемога  | Сем Хогер               | 84-93 кг  | Рішення суддів (роздільне)                       | 3     | 5:00 | 6 квітня 2006     | Лас-Вегас, Невада, США         | «UFC Fight Night 4»                                        |                                                                                    |
| Перемога  | Бред Аймс               | 93-120 кг | Рішення суддів (роздільне)                       | 3     | 5:00 | 5 листопада 2005  | Лас-Вегас, Невада, США         | «The Ultimate Fighter 2 Finale»                            | Став переможцем «Абсолютного бійця» у важкій ваговій категорії.                    |
| Перемога  | Джеймі Джара            | 84-93 кг  | Рішення суддів (одностайне)                      | 3     | 5:00 | 3 червня 2004     | Колуза, Каліфорнія, США        | «Gladiator Challenge 27» Турнір «Fight Fest» (фінал)       | Став переможцем турніру «Fight Fest» у напівважкій ваговій каьегорії.              |
| Перемога  | Ектор Рамірес           | 84-93 кг  | Рішення суддів (одностайне)                      | 2     | 5:00 | 3 червня 2004     | Колуза, Каліфорнія, США        | «Gladiator Challenge 27» Турнір «Fight Fest» (півфінал)    |                                                                                    |
| Перемога  | Брайан Пардо            | 84-93 кг  | Технічний нокаут (удари кулаками)                | 1     | 3:24 | 2 червня 2004     | Колуза, Каліфорнія, США        | «Gladiator Challenge 26» Турнір «Fight Fest» (чвертьфінал) |                                                                                    |
| Перемога  | Денні Андерсон          |           | Підкорення (удари кулаками)                      | 1     | 3:09 | 10 квітня 2004    | Оскеола, Айова, США            | «Dangerzone: Cage Fighting»                                |                                                                                    |
| Перемога  | Денніс Рід              |           | Підкорення (удушення руками)                     | 1     | 0:50 | 10 квітня 2004    | Оскеола, Айова, США            | «Dangerzone: Cage Fighting»                                |                                                                                    |

### Серед любителів
| Результат | Противник       | Вага      | Спосіб                      | Раунд | Час  | Дата                       | Місце                  | Подія                           | Примітки |
| --------- | --------------- | --------- | --------------------------- | ----- | ---- | -------------------------- | ---------------------- | ------------------------------- | --- |
| Перемога  | Кіт Джардін     | 93-120 кг | Рішення суддів (одностайне) | 3     | 5:00 | 22 серпня – 31 жовтня 2005 | Лас-Вегас, Невада, США | 2 сезон «Абсолютного бійця»     | До участі у реаліті-шоу «Абсолютний боєць» допускаються і любителі і професіонали, проте результати змагань в професійну статистику спортсменів не заносяться. |
| Перемога  | Майк Уайтхед    | 93-120 кг | Рішення суддів (одностайне) | 3     | 5:00 | 22 серпня – 31 жовтня 2005 | Лас-Вегас, Невада, США | 2 сезон «Абсолютного бійця»     | До участі у реаліті-шоу «Абсолютний боєць» допускаються і любителі і професіонали, проте результати змагань в професійну статистику спортсменів не заносяться. |
| Перемога  | Том Мьорфі      | 93-120 кг | Рішення суддів (одностайне) | 3     | 5:00 | 22 серпня – 31 жовтня 2005 | Лас-Вегас, Невада, США | 2 сезон «Абсолютного бійця»     | До участі у реаліті-шоу «Абсолютний боєць» допускаються і любителі і професіонали, проте результати змагань в професійну статистику спортсменів не заносяться. |
| Перемога  | Кріс Калміс     |           | Підкорення (травма)         |       |      | 8 листопада 2003           | Ангола, Індіана, США   | «Danger Zone 21: Fight Night 9» | |
| Перемога  | Джордж Кроуфорд |           | Підкорення (виснаження)     |       |      | 8 листопада 2003           | Ангола, Індіана, США   | «Danger Zone 21: Fight Night 9» | |